# Cochno-Stein

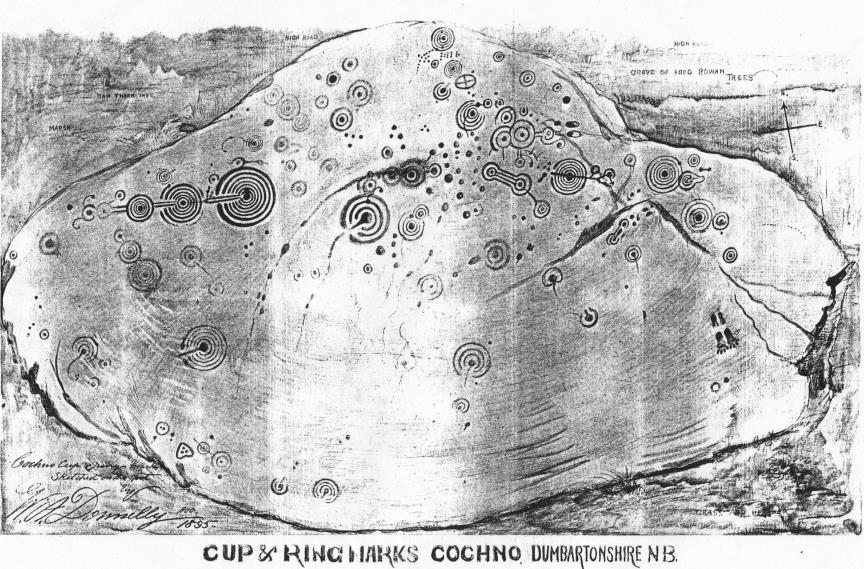
Skizze von W A Donnelly (1895)

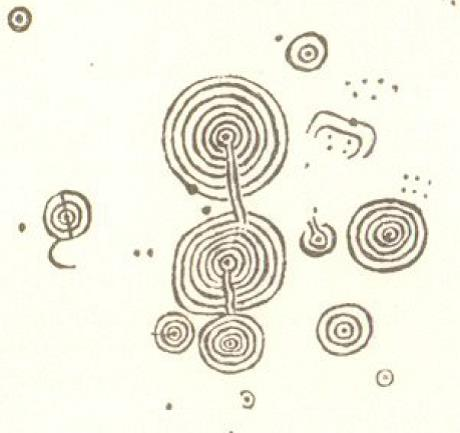
Skizze von James Harvey (1889)

Der Cochno-Stein (auch Whitehill 1 oder „the Druid Stone“ genannt) ist ein bronzezeitlicher, mit Cup-and-Ring-Markierungen versehener Felsen nahe der Cochno Farm in Auchnacraig, nördlich von Faifley, in West Dunbartonshire, in Schottland.
Der etwa 13,0 m lange und 7,9 m breite Stein (der größte Petroglyphenstein Schottlands) wurde 1887 von Reverend James Harvey entdeckt. Er verfügt über etwa 90 Felsritzungen, die zu den schönsten Petroglyphen Schottlands gehören.
Er wurde in den 1960er Jahren vergraben, um den relativ weichen Stein vor Vandalismus zu schützen. Im Jahr 2015 wurde er von einem Team der Universität Glasgow einer dreitägigen Untersuchung unterzogen. Ein Jahr später erfolgte seine Ausstellung.